# Mastretta
Mastretta Cars est une firme mexicaine de conception et construction automobile établie en 1987 à Mexico par Daniel Mastretta. La marque produit depuis janvier 2011 la Mastretta MXT, une voiture de sport à deux places.

## Histoire
Pendant les années 1990, Mastretta conçoit et fabrique des châssis de bus et minibus pour la ville de Mexico. En 1998, ce savoir-faire lui permet de produire une première voiture vendue en kit, la Unidiseño Mastretta MXA.
Le kit MXA utilisait un châssis Volkswagen, très populaire au Mexique, et le fameux moteur boxer flat-4 de VW. Le prototype développait 44 ch et atteignait la vitesse maximum de 127 km/h. Quelques unités sont exportées vers l'Allemagne, le Japon et les États-Unis, pays où les véhicules en kits sont alors populaires. Une variante de ce kit, la MXB, sera produite, avec des phares différents et d'autres modifications mineures.